# Joaquim Gomes (cyclisme)
Pour les articles homonymes, voir Joaquim Gomes et Gomes.
Joaquim Gomes, né le 21 novembre 1965 à Lisbonne, est un ancien coureur cycliste portugais. Considéré comme l'un des meilleurs coureurs portugais, il a participé à 18 Tours du Portugal et en a remporté deux.

## Palmarès
- 1987
  - Grand Prix Abimota :
    - Classement général
    - 3e étape

  - 7e étape du Grand Prix Jornal de Notícias
- 1988
  - Tour de l'Alentejo :
    - Classement général
    - 6eb étape (contre-la-montre)

  - Classement général du Tour de l'Algarve
  - 6e étape du Grand Prix Jornal de Notícias
  - Grande Prémio do Minho :
    - Classement général
    - 1re étape

  - 5ea étape du Trophée Joaquim-Agostinho
  - 3e étape du Tour du Portugal (contre-la-montre par équipes)
  - 3e du Tour du Portugal
- 1989
  - Tour du Portugal :
    - Classement général
    - 12e (contre-la-montre), 17e et 21e (contre-la-montre) étapes
- 1990
  - Classement général du Trophée Joaquim-Agostinho
  - 9e et 13e étapes du Tour du Portugal
  - 2e du Tour du Portugal
- 1991
  - 5e étape du Trophée Joaquim-Agostinho
  - Tour de l'Algarve :
    - Classement général
    - 5e étape

  - Volta ao Jogo
  - 2e du Trophée Joaquim-Agostinho
  - 3e du championnat du Portugal sur route
- 1992
  - Tour de l'Algarve
    - Classement général
    - 3ea étape

  - 4e étape du Tour du Vaucluse
  - 1 étape du Trophée Joaquim-Agostinho
  - 8e étape du Tour du Portugal
  - 11e étape de la Volta ao Jogo
  - 2e de la Volta ao Jogo
  - 3e du Tour du Portugal
- 1993
  - 2e étape du Tour de Murtosa
  - Tour du Portugal :
    - Classement général
    - 8e (contre-la-montre) et 9e étapes

  - 8e étape du Tour d'Uruguay
  - 10e du Critérium du Dauphiné libéré
- 1994
  - Grande Prémio Correio da Manhã :
    - Classement général
    - 2e étape

  - Trophée Joaquim-Agostinho :
    - Classement général
    - 5e étape

  - 10e et 14e (contre-la-montre) étapes du Tour du Portugal
  - 3e du Tour du Portugal
  - 3e du Tour de l'Alentejo
- 1995
  - Grand Prix Jornal de Notícias :
    - Classement général
    - 3e étape

  - 4e étape du Grand Prix Lacticoop
  - 3e étape du Grand Pris Sport Notícias
  - Grande Prémio do Minho :
    - Classement général
    - 5e étape

  - 1 étape du Tour du Portugal
  - 3e du Grand Prix Lacticoop
- 1996
  - Tour de Trás-os-Montes et Haut Douro :
    - Classement général
    - 1re étape

  - 2e du Grand Prix Jornal de Notícias
- 1997
  -  Champion du Portugal du contre-la-montre par équipes
  - 3e étape du Grand Prix Abimota
  - 5e étape du Grand Pris Sport Notícias
  - 4ea étape du Trophée Joaquim-Agostinho (contre-la-montre)
  - Circuit de Malveira
  - 2e du Grand Prix Abimota
  - 2e du Grand Pris Sport Notícias
  - 2e du Trophée Joaquim-Agostinho
  - 3e du Tour du Portugal
- 1999
  -  Champion du Portugal du contre-la-montre par équipes
  - 3e du Circuit de Malveira

## Résultats sur les grands tours

### Tour d'Italie
1 participation
- 1995 : 83e

### Tour d'Espagne
5 participations
- 1987 : abandon (4e étape)
- 1989 : abandon (18e étape)
- 1990 : abandon (12e étape)
- 1994 : 17e
- 1995 : abandon (5e étape)